# Беотийский союз
Беотийский союз — федерация древнегреческих полисов, существовавшая в исторической области Беотия в V—II вв. до н. э.

## Образование союза
Беотийский союз оформился в VII в. до н. э. как объединение 14 беотийских городов (Фивы, Орхомен, Феспии, Танагра, Лебадея, Коронея, Платеи и др.).

## Структура Беотийского союза
Беотийский союз с перерывами существовал несколько веков и в разные исторические периоды имел разную организационную структуру.

### 379—338 гг. до н. э.
Политическая организация Беотийского союза в этот период существенно отличалась от его структуры в прежние времена. Вместо олигархического совета в 379 г. до н. э. было созвано народное собрание, которое не имело законодательной инициативы, но без его одобрения не мог быть издан ни один закон. В народном собрании имел право принять участие любой гражданин союза, но собрание всегда проводилось в центре союза — Фивах, — и поэтому фиванцы нередко имели большинство на собрании при обсуждении законов.
Народное собрание решало вопросы войны и мира, утверждало договоры, имело право предоставлять права гражданства. Оно же избирало высших должностных лиц — беотархов — сроком на один год, обязательно в присутствии кандидата. Вначале избирались три беотарха, позднее их число было доведено до семи. В указании имени беотарха не упоминался его город, то есть подразумевалось, что беотарх представляет не отдельный город, а всю Беотию в целом. Беотархи председательствовали в народном собрании и были главнокомандующими войсками. Они же ведали чеканкой общебеотийской монеты, на которой были выбиты их имена (чаще всего встречаются имена Эпаминонда, Харона, Тимомаха, Пофиониса и Диогитона).
Снова был возрождён совет беотийских городов, распущенный по условиям Анталкидова мира. Однако его полномочия в основном перешли к народному собранию.
После 379 г. до н. э. появилась общесоюзная должность архонта, которая имела в основном сакральное значение (организация празднеств, надзор за храмами и др.). Несмотря на то, что архон не имел политической власти, его должность была почётной. На неё избирались почтенные старцы, уже занимавшие жреческие и гражданские должности. Архонт упоминался в списке беотархов первым, избирался раз в год, его резиденцией были Фивы (возможно также, что и храм в Онхесте).
Серьёзная военная угроза со стороны Спарты привела также к большей централизации Беотийского союза по примеру Аттики, хотя автономия отдельных городов и не была ликвидирована полностью. Именно стремление к централизации привело к тому, что фиванцы отклонили требование спартанцев в 371 г. до н. э. на мирном конгрессе о предоставлении беотийским городам независимости от Фив — в новых исторических условиях это было равносильно независимости городов Лаконики от Спарты или поселений Аттики — от Афин.
Однако как единство Беотии, так и демократический строй были довольно неустойчивыми. Об этом свидетельствует попытка олигархического переворота в Орхомене, предпринятая в 363 г. до н. э. Несмотря на то, что заговор был вовремя раскрыт (организаторы сами рассказали о нём беотархам), народное собрание Беотийского союза постановило казнить участников заговора, жителей города продать в рабство, а сам город разрушить. Тем не менее, наказание оказалось ещё более жестоким — в рабство были проданы только женщины и дети, а всех мужчин — убили.

## Военная организация Беотийского союза

### 379—338 гг. до н. э.
Демократический переворот 379 г. до н. э. привёл к существенному изменению облика военной организации беотийцев. Был отменён имущественный ценз на комплектование войск и была введена экипировка воинов за счёт государства. Это не привело к существенному увеличению количества войск, но значительно повысило боеспособность беотийской армии в период Беотийской войны (по сравнению с войной Коринфской). Значительную роль сыграло то, что военачальниками стали талантливые полководцы Пелопид и Эпаминонд, а войско комплектовалось из беотийских граждан, а не наёмников, как это было принято в Греции в IV веке до н. э. Горгидом был создан Священный отряд из трёхсот отборных гоплитов, представлявший собой особый ударный отряд, занимавший в бою самые опасные места и возглавлявшийся одним из беотархов. Священный отряд в битвах неизменно показывал высокую доблесть вплоть до битвы при Херонее, где погиб в полном составе, не отступив ни на шаг.

## История Беотийского союза

### Гегемония Афин
В 457 г. до н. э. противоречия между Афинами и Спартой вылились в вооружённый конфликт — т. н. Малую Пелопоннесскую войну. Первое сражение этой войны — битва при Танагре — произошло в Беотии и завершилось поражением афинян. Однако Афины быстро взяли реванш — ровно через 2 месяца афинское войско под командованием Миронида вторглось в Беотию и в местечке Энофиты недалеко от Танагры в упорном сражении разбило беотийцев. Эта победа привела к фактическому распаду Беотийского союза и на целое десятилетие отдала Среднюю Грецию под власть Афин.
Афины повсюду установили демократическую форму правления, отстранив от власти традиционную для Беотии олигархию. Рассчитывая на поддержку широких народных масс, афиняне жестоко просчитались. Навязанная демократия была воспринята беотийцами как нечто навязанное извне, как свидетельство зависимости от чужого государства. Афинянам оказались враждебны как утратившие влияние олигархи, так и средние слои населения.
Афинская гегемония над Беотией продлилась до 447 г. до н. э., когда в Беотии возник широко разветвлённый и хорошо организованный заговор, в который были вовлечены многие греческие полисы. Летом 447 г. до н. э. сразу в нескольких городах Беотии произошли олигархические перевороты, поддержанные всеми слоями населения.
В Беотию немедленно были посланы афинские войска, набранные как из афинских добровольцев, так и из контингентов городов Афинского морского союза. Афиняне под командованием военачальника Толмида поначалу действовали успешно, захватив Херонею — один из центров восстания, но на обратном пути под Коронеей на пути в Аттику были внезапно атакованы и уничтожены.
После тяжёлого поражения афинский лидер Перикл решился на заключение мира с беотийцами, который признавал их полную независимость. Беотийский союз снова был воссоздан.

### Период Пелопоннесской войны
После свержения афинского господства в Беотии отношения афинян и беотийцев оставались напряжёнными. Одной из причин вражды оставались Платеи — город, располагавшийся в Беотии, но дружественный Афинам и входящий в Афинский морской союз. Фиванцы не оставляли надежд включить Платеи в состав своего союза. Пелопоннесская война, вспыхнувшая в 431 г. до н. э., началась с неожиданной атаки отборного отряда из трёхсот фиванцев на Платеи. Проникнув внутрь городских стен Платей, фиванцы призвали платейцев вернуться в союз беотийских городов. Однако фиванский отряд, занявший городскую площадь, был атакован, большая часть фиванцев была взята в плен и предательски убита. К Платеям своевременно подошла афинская помощь, и захват города был предотвращён. Платеи пали только в 427 г. до н. э. после долгой осады пелопоннесцами и фиванцами. Оставшиеся в живых их защитники были казнены, а сам город был разрушен. Условием сдачи платейцев было обещание суда. Суд состоялся, и заключался в следующем: каждого платейца спрашивали, оказал ли они во время войны какую-либо услугу спартанцам. Когда же те отвечали «нет», их казнили.
В последующих событиях Пелопоннесской войны Фивы и Беотия занимали последовательную проспартанскую позицию. В 424 г. до н. э. Афины попытались снова захватить Беотию, опираясь на проафинские силы, однако несогласованные действия афинских военачальников Демосфена и Гиппократа привели к тому, что афиняне потерпели серьёзное поражение в битве при Делии и были вынуждены отказаться от своих планов.

### Коринфская война
По окончании Пелопоннесской войны дружественные отношения Спарты и Фив сменились враждебными. Деспотические замашки спартанцев, грубое вмешательство в дела союзников и репрессии по отношению к недовольным отдаляли Спарту от её союзников. Уже в 402 году до н. э. Фивы и Коринф отказались посылать свои контингенты для карательных экспедиций спартанцев. В 398 году до н. э. Фивы наряду с Афинами и Коринфом отказались принять участие в походе спартанцев в Ионию против Персии. Фиванцы при этом ещё и помешали царю Агесилаю приносить жертву богам перед его отъездом.
Персы, неспособные победить Агесилая своими силами, сделали ставку на дестабилизацию мира в Балканской Греции. Персидский агент — грек Тимократ — с персидскими деньгами посетил Афины, Фивы, Коринф и Аргос и убедил правящие партии этих полисов начать враждебную спартанцам политику. Фивы заключили с Афинами союз, направленный против Спарты.
В начавшейся Коринфской войне спартанцам удалось склонить на свою сторону беотийский город Орхомен, где разместился их гарнизон. Боевые действия Коринфской войны шли также на территории Беотийского союза: битвы при Галиарте (395 год до н. э.) и при Коронее (394 год до н. э.).
Война закончилась восемь лет спустя. По Анталкидову миру фиванцы были вынуждены распустить Беотийский союз.

### Демократический переворот в Фивах
В ходе Коринфской войны Беотийский союз потерпел поражение и по условиям Анталкидова мира был распущен. Спокойствия в беотийских городах это не принесло, в них усилилась борьба между антиспартански настроенными демократами и симпатизировавшими Спарте олигархами. Лидерами демократов являлись Исмений, Антифей и Андроклид, а вождями олигархической партии выступали Леонтиад, Астий и Карратад. Борьба двух партий длилась много лет с переменным успехом.
Во время конфликта Спарты и Халкидским союзом во главе с Олинфом — демократическая партия Исмения добилась того, чтобы не помогать Спарте в их походе против Олинфа. Независимая политика Фив вызывала недовольство спартанцев, и они решили вмешаться в борьбу партий. Удобным поводом к этому оказался поход войска спартанского военачальника Фебида, следовавшего через Беотию на север. Лидер олигархов Леонтиад, договорившись с Фебидом, способствовал тому, чтобы спартанцы в праздничный день внезапным ударом захватили фиванскую крепость Кадмею, поставив этим под свой контроль Фивы и всю Беотию.
Вероломный захват спартанцами города, ничем не нарушавшего Анталкидов мир, а также формальное обвинение Фебида и оставление гарнизона в городе вызвали всеобщее возмущение. Лаконофильская партия Леонтиада получила неограниченную власть, назначила из своих рядов несменяемых полемархов и приступила к казням и изгнаниям своих политических противников. Так, был казнён Исмений и предательски убит Андроклид.
Бежавшие в Афины демократы выбрали своим вождём Пелопида. Организовав заговор, демократы проникают в Фивы, убивают вождей олигархов и поднимают граждан на восстание. Спартанский гарнизон в Кадмее, насчитывавший полторы тысячи воинов, ввиду многочисленности фиванцев счёл за лучшее не вмешиваться в события, а отправить гонцов в Спарту и к ближайшим спартанским гарнизонам в Беотии с просьбой о помощи. Вышедший на помощь спартанский гарнизон Платей был обращён в бегство фиванской конницей.
Когда на помощь фиванцам прибыл отряд афинян и принял участие в осаде Кадмеи, спартанский гармост сдал крепость на условиях свободного выхода из неё. Спартанцы покинули Фивы, а укрывавшиеся вместе с ними фиванские олигархи были растерзаны толпой.
Таким образом, в 379 г. до н. э. в Фивах установился демократический строй. Были избраны три беотарха, что свидетельствовало о стремлениях Фив возродить Беотийский союз.

### Беотийская война
Победа фиванских демократов и изгнание спартанцев из Фив не могли остаться безнаказанными. Зимой 378 года до н. э. спартанский царь Клеомброт с войском вторгся в Беотию, начав тем самым Беотийскую войну. Отразив в 378—375 гг. до н. э. спартанские вторжения, фиванцы сами перешли в наступление, в 375 году до н. э. атаковав беотийские города, находившиеся под властью Спарты, захватили их и возродили Беотийский союз.
Территориально новая организация почти повторяла прежний союз, распущенный в 386 году до н. э. В него так же вошли Фивы, Феспии, Танагра, Акрефий, Лебадея, Копы, Коронея, Херонея, Платеи, Галиарт, и несколько позже (после 371 года до н. э.) — Орхомен. На вершине могущества Фив к союзу присоединилась также Ларимна, расположенная на локридском берегу Эвбейского залива.
Победа фиванцев в 371 г. до н. э. при Левктрах положила начало недолгой, до битвы при Мантинее в 362 г. до н. э. гегемонии Фив в Греции.

### Период македонского владычества. Разгром Фив
Полное поражение объединённых греческих войск при Херонее привело к тому, что о дальнейшем сопротивлении Филиппу не могло быть и речи. Одним из первых власть Филиппа признал Беотийский союз, на территории которого и произошло это сражение.
В качестве наказания за измену союзническому договору с Македонией беотийцам были продиктованы суровые условия мира, в отличие от афинян они получили своих пленных только за выкуп, фиванские и беотийские олигархи были возвращены из изгнания, в Кадмею был введён македонский гарнизон. По инициативе Филиппа из числа 300 олигархов был организован правящий совет и суд, который расправился с лидерами демократов, приговорив их к смерти или к изгнанию, а имущество репрессированных было конфисковано. Кроме того, часть территории Беотии была отторгнута в пользу соседних государств: к Афинам перешла спорная территория Оропа, в пользу эвбейцев — часть прибрежной полосы напротив Халкиды, занятая беотийцами в 339 г. до н. э. крепость Никея была возвращена её прежним владельцам — эпикнемидским локрам.
Кроме ослабления Беотийского союза в целом, Филипп добился также снижения роли Фив в союзе, которые теперь утратили своё доминирующее положение в Беотии, превратившись в рядовой полис. Характерным признаком падения значения Фив может служить тот факт, что на очередном заседании коллегии наопеев в Дельфах (осень 338 г. до н. э.) традиционно фиванские места были уже заняты представителями других беотийских полисов — Танагры и Феспий.
Беотийский союз не был распущен, но уже более никогда не восстановил своего былого могущества.
Попытку сбросить македонскую власть Фивы предприняли уже в 335 г. до н. э., когда по Греции разнёсся слух о гибели наследовавшему Филиппу Александра во время его похода в Иллирию.

### Роспуск Беотийского союза
В Ахейскую войну беотийцы поддержали ахейцев в их войне против Рима. После разгрома ахейцев при Левкопетре и разрушения Коринфа римляне распустили все греческие союзы и объединения, в том числе и Беотийский союз.